# Лукавиця (Обухів)
Лукавиця — поселення, що існувало на місці міста Обухів.
Поселення Лукавиця вперше згадується в історичних документах XIV століття (1362 рік). Литовський князь Свидригайло в 1430-х роках подарував його київському воєводі С. Г. Юрші. В 1482 році орда кримського хана Менглі-Гірея спустошила цю місцевість. Пізніше це поселення належало литовському кух-містру П. Олехновичу і стало називатися Кухмістровщиною. В 1588 році Лукавицю за 300 кіп литовських грошей купив князь Я. Острозький, вона була обнесена частоколом та ровом. Деякий час село належало Обуху, підданого князя. Від цього й пішла назва Обухів.